# Perez, Quezon
Perez là một đô thị cấp năm ở tỉnh Quezon, Philippines. Theo điều tra dân số năm 2007, đô thị này có dân số 11.022 người.

## Các đơn vị hành chính
Perez, về mặt hành chính, được chia thành 14 khu phố (barangay).
- Maabot
- Mainit Norte
- Mainit Sur
- Pambuhan
- Pinagtubigan Este
- Pinagtubigan Weste
- Pagkakaisa Pob. (Barangay 1)
- Mapagmahal Pob. (Barangay 2)
- Bagong Pag-Asa Pob. (Barangay
- Bagong Silang Pob. (Barangay
- Rizal
- Sangirin
- Villamanzano Norte
- Villamanzano Sur